# Manuel Nkomba du Kongo
Manuel Nkomba ou Manuel Fernandes Komba est un prétendant au titre de roi vassal du Royaume du Kongo en 1910-1911.

## Contexte
Après la mort de Pedro Mbemba devenu le roi Pierre VII du Kongo, son héritier le plus légitime en ligne matrilinéaire est son neveu âgé de 21 ans Manuel Fernandes Nkomba ou komba; contrairement aux adeptes du Baptisme le parti catholique est prêt à l'accepter. Pedro Mbemba n'avait été désigné roi qu'à défaut de Pedro Lelo retenu en Angola mais l'oncle de ce dernier Pedro Kalandera soutenu par un parti Protestant souhaitait son retour pour jouer un rôle politique éminent auprès de son neveu le nouveau roi. Manuel Nkomba devra finalement se retirer devant un candidat de compromis Manuel III Martins Kiditu. Le fait qu'il n'ait jamais été officiellement reconnu comme monarque l'exclu de la numération officielle des rois du royaume du Kongo bien qu'il figure dans certaines listes de ces souverains.

## Source
- (en) Jelmer Vos, Kongo in the Age of Empire 1860-1913, Madison, The University of Wiscontin Press, 2015 (ISBN 9780299306243), p. 101-108 The Election of Manuel Martins Kiditu